# Omvändning
Omvändningen till en sats är man byter plats på förutsättning och slutsats. Den är ibland giltig, men ibland är det ett logiskt felslut att förutsätta att den gäller.
Ett exempel på när omvändningen gäller är Pythagoras sats:
Pythagoras sats säger att om en triangel är rätvinklig är summan av kateternas kvadrater lika med hypotenusans kvadrat.
Omvändningen till Pythagoras sats (som är giltig) säger att om summan av kvadraterna på två sidor i en triangel är lika med kvadraten på den längsta sidan, så är triangeln rätvinklig. (Jfr cosinussatsen)
Omvändningen innebär att förledet och efterledet byter plats. Om förledet är p, och efterledet är q, så är den ursprungliga implikationen p→q (p medför q), och omvändningen är då q→p (q medför p). Om omvändningen gäller uppfyller uttrycket ekvivalens, det vill säga p gäller om, och endast om, q gäller.
Exempel på när omvändningen inte gäller visas nedan.
(p→q) En korp är svart.

(q→p) Är disktrasan svart, är den en korp
(p→q) Om en varelse är en bofink, är det en fågel.

(q→p) Om en varelse är en fågel, så är det en bofink
Enligt omvändningen finns det inga andra varelser av kategorin fåglar än bofinkar.
Om detta uttryck skulle vara logiskt ekvivalent, så skulle uttrycket lyda:

(p↔q) Om, och endast om, en varelse är en bofink, så är det en fågel
Vi inser att detta är absurt, eftersom det då inte skulle finnas några andra fåglar än bofinkar som definieras som varelser.